# أليس فيتوسي
أليس فيتوسي (9 مايو 1916-1998) مغنية وموسيقية جزائرية من أصل يهودي، ولدت في برج بوعريريج بالجزائر الفرنسية. اشتهرت بأغانيها بالأسلوب الأندلسي والحوزي خلال فترة ما قبل الاستقلال الجزائري. 
كانت فيتوسي ابنة رحميم فيتوسي، مغني وعازف كمان، وتعلمت منه حرفتها. أصدرت أول سجل لها في سن الثالثة عشرة.

## بدايتها
خلال أوائل القرن العشرين في الجزائر، كانت الموسيقى شأنًا متعدد الثقافات، حيث شارك الموسيقيون اليهود والمسلمون تاريخًا موسيقيًا طويلًا في المنطقة.  كانت النساء حاضرات بشكل متزايد في هذا المجتمع الموسيقي ولكن غالبًا ما كان يُنظر إليهن على أنهن مثيرات للجدل.   لم تتعرض النساء اليهوديات مثل فيتوسي وزملائها، مثل رينيت لورانيز، للتمييز على أساس الجنس كما رأت المغنيات المسلمات في ذلك الوقت. 
على الرغم من الاختلافات الدينية، غالبًا ما كانت فيتوسي تؤدي مع المسلمين ومن أجلهم. لتلبية الممارسات الثقافية الإسلامية، قدمت فيتوسي هذه العروض للجمهور. استخدمت فرقة أوركسترا مرافقة للإناث فقط عند تقديم عروضها لنساء مسلمات، ولم تؤد إلا مع الذكور عندما كان الجمهور يتألف من رجال مسلمين. والجدير بالذكر أنها كانت المغنية اليهودية الوحيدة في تلك الفترة التي غنت مدح، أغاني شعرية تكريما للنبي محمد، لجمهور عربي مسلم. 

## مسارها المهني
كانت أليس فيتوسي واحدة من حفنة من الموسيقيين اليهود الجزائريين الذين بقوا في الجزائر بعد الاستقلال عام 1962.  في عام 2006، أعيد إصدار بعض تسجيلاتها للوصول إلى جمهور أوسع كجزء من سلسلة كنوز الأغنية اليهودية العربية (كنوز الأغنية اليهودية العربية) من توزيع اللحن.